# Ashot I
Ashot I, (in armeno Աշոտ Մեծ?) (... – 890), è stato un sovrano armeno del Regno di Armenia.

## Biografia
Assieme al nipote Ashot II, fu artefice della seconda età dell'oro dell'Armenia (862–977). Suo padre fu Smbat il Confessore.
La sua famiglia, i Bagratuni, fu una fra le più potenti del regno durante il dominio degli Artsruni. Entrambe le famiglie aspiravano al dominio attraverso la guerra contro gli Arabi invasori. 
Fu riconosciuto dal Califfo abbaside come "Principe dei Principi" di Armenia nell'862. 
La successiva incoronazione a Re di Armenia fu consentita dal Califfo abbaside al-Mu'tamid nell'884, una mossa per prevenire l'intrusione nel territorio armeno dell'imperatore bizantino Basilio I, un armeno. 
Gli succedette suo figlio, Smbat I. Regnò per cinque anni fino all'890 e sposò Katranide.